# Il pappagallino rognoso
Il pappagallino rognoso (El Periquillo Sarniento, 1816) è un romanzo,  considerato l'opera principale di José Joaquín Fernández de Lizardi. È la prima opera di carattere narrativo che viene scritta in America Latina quando il divieto di stampa di tali opere, imposta da Carlo V, viene abolita dalla corte di Cadice. Il romanzo è di chiaro stampo picaresco e allo stesso tempo didattico. L'autore cerca di far capire ai propri figli e ai lettori quali siano le cose da non fare e quali siano le persone da non seguire. Alla fine, infatti, il protagonista (Perdo Sarmiento) si ammalerà di scabbia, che è la malattia che metaforicamente indica che chi non persegue una certa morale, viene punito. 

## L'autore
Lizardi è l'iniziatore del romanzo nell'America Latina dopo che la libertà di stampa e il commercio dei libri che trattavano di narrativa, venne ripristinato dalla corte di Cadiz. Lizardi fu il fautore del primo giornale del Messico, Il Pensatore Messicano (che oggi è anche il suo pseudonimo). Il giornale venne più volte censurato e Lizardi fu più volte carcerato per la forte satira presente nelle pagine. Il giornale si lega molto al romanzo per il suo aspetto satirico nel quale nessuno è risparmiato. Anche al termine della Guerra d'Indipendenza del Messico Lizardi riprenderà i suoi scritti satirici.

## Trama
L'opera tratta della vita di Pedro Sarmiento e di come egli si adatti ai vizi e ai piaceri della società adattandosi a ciò che incontra, come un pappagallo (che imita). Proprio per questo motivo egli, ignorante ed inconscio, sarà colpito dalla scabbia (la scarna). Da qui infatti deriva il gioco di parole del cognome e della malattia (in spagnolo).